# Bochumer Auswandererbriefsammlung
Die Bochumer Auswandererbriefsammlung war die erste wissenschaftliche Sammlung von historischen Briefen deutscher Auswanderer. 
Sie bestand aus circa 7.000 Briefen, welche deutsche Auswanderer im 19. und frühen 20. Jahrhundert in die Heimat schickten und machte diese kulturhistorische Quellengruppe für die Öffentlichkeit zugänglich. 
Gegründet wurde sie zum Beginn der 1980er Jahre vom an der Ruhr-Universität Bochum lehrenden Wolfgang Helbich, welcher für seine historische Forschung Briefe von deutschen Auswanderern in die USA aus dem 19. Jahrhundert suchte. Die Keimzelle der Sammlung bildete dann ein öffentlicher Aufruf Helbichs über die Bedeutung von Auswandererbriefen als historische Quelle, verbunden mit der Bitte an die Leser, solche Briefe nach Bochum zu schicken. Dieser Aufruf wurde an 120 Tageszeitungen versandt, von denen der überwiegende Teil den Text auch veröffentlichte. Im Ergebnis fanden daraufhin die ersten rund 3.000 Dokumente ihren Weg in die Sammlung. 
Mit diesem Erfolg und der medialen Aufmerksamkeit folgte von 1984 bis 1988 die finanzielle Förderung des Projektes durch die Stiftung Volkswagenwerk und die Sammlung wuchs kontinuierlich durch Zusendungen aus dem gesamten Gebiet der damaligen BRD. Nachdem der Umfang der Sammlung dann in den 1990er Jahren stagnierte, wurde der Bestand 1999 an die Forschungsbibliothek Gotha abgegeben. Im Anschluss an den Ortswechsel folgte unter der nunmehrigen Leitung von Ursula Lehmkuhl und Rupert Schaab die Zusammenführung der Bestände mit der Nordamerika-Briefsammlung, welche ergänzend zum historisch auf Westdeutschland fokussierten Bestand der Bochumer Sammlung Briefe aus dem Gebiet der Neuen Länder bei steuerte. Unter dem Namen Deutsche Auswandererbriefsammlung Gotha entstand so die heute größte Sammlung von Briefen deutscher Auswanderer, welche mittlerweile über 10.00 Briefe umfasst.